# Calzedonia
Cet article possède un paronyme, voir Caledonia.
Oniverse anciennement Groupe Calzedonia est une société italienne de la mode vestimentaire qui produit et commercialise dans son réseau mondial de près de 3 860 magasins de la lingerie, des maillots de bain, des chaussettes et des collants sous plusieurs marques, Calzedonia, Tezenis et Intimissimi par exemple. Fondée en 1986 par Sandro Veronesi, elle a son siège à Villafranca di Verona, dans la province de Vérone. Elle emploie environ 30 000 personnes dans le monde, parmi lesquelles 2 285 hors d'Italie.
Au fil de son développement, le groupe lance d'autres marques comme Intimissimi en 1996, Tezenis en 2003, Falconeri en 2009, Signorvino en 2012, Atelier Eme en 2015.
En 2014, le groupe italien Calzedonia termine l'année sur un chiffre d'affaires de 1,84 milliard d'euros, ce qui représente une augmentation de 11 % sur l'année précédente.
En 2018, le groupe compte 4 000 magasins dans le monde. La marque Calzedonia, quant à elle, compte 170 boutiques en France.
En décembre 2023, le groupe Calzedonia change de nom pour devenir Oniverse. Le groupe Oniverse réunit les marques Intimissimi, Tezenis, Atelier Emé, Falconeri, Signorvino (vins), Antonio Marras (maison de haute couture) et Cantiere del Pardo (constructeur de yachts).

## Les marques Oniverse du groupe Calzedonia
Les marques du groupe sont :
- Calzedonia (maillots de bain et vêtements)
- Intimissimi (lingerie et sous-vêtements)
- Intimissimi Uomo (sous-vêtements, vêtements de nuit, et maillots de bain pour hommes)
- Tezenis (sous-vêtements, vêtements de nuit et vêtements)
- Falconeri (Vêtements haut de gamme pour femmes et hommes)
- Atelier Emé (tenues de mariage et de cérémonie)
- Antonio Marras (maison de haute couture)
- Signorvino (vins italiens)
- Cantiere del Pardo (yachts de luxe)

## Annexe